# Tegenaria scopifera
Tegenaria scopifera är en spindelart som beskrevs av Barrientos, Ribera och Alexandre Pons 2002. Tegenaria scopifera ingår i släktet husspindlar, och familjen trattspindlar. Inga underarter finns listade i Catalogue of Life.